# Connaissance commune
Une connaissance commune est une connaissance ou un savoir partagé par un groupe d'agents où tous savent que tous la partagent, et tous savent que tous savent que tous la partagent etc. Ce concept a d'abord été introduit par le philosophe David Kellogg Lewis dans son maître ouvrage Convention (1969) puis formalisé mathématiquement en théorie ensembliste par Robert Aumann qui en a aussi développé l'intérêt en économie et théorie des jeux, notamment dans le cadre de la « théorie de la décision interactive » pour lequel il fut récompensé du « Prix Nobel » d'économie en 2005. 
En effet, dans les situations de coordination ou de décision collective, la connaissance commune peut jouer un rôle important. C'est ainsi la reconnaissance de ce mécanisme dans la sphère géopolitique qui a permis à R. Auman de théoriser les situations d'équilibres de la terreur ou de course aux armements. Sur un plan ludique, certaines énigmes peuvent aussi être résolues grâce au formalisme de la connaissance commune, c'est ainsi le cas pour l'énigme des « cocus de Bagdad »,.

## Exemple
Considérons un groupe constitué de deux agents Alice et Bernard. Supposons que chacun conduit une voiture en France et se présente à une intersection. Bernard arrive sur la voie située à gauche de celle d'Alice. Alice va-t-elle s'engager sur l'intersection ?
Le raisonnement que fait Alice (et que fait instinctivement chaque conducteur) est le suivant. « Je m'engage parce que le code de la route dit que je peux le faire et parce je sais que Bernard ne va pas s'engager, parce que Bernard sait que le code de la route ne l'autorise pas à le faire et parce qu'il sait qu'Alice qui connait le code de la route, peut s'y engager si elle a le droit de le faire et parce qu'elle sait qu'il connait le code de la route et qu'il ne se s'engagera que si etc. ». Dit autrement, Alice va s'engager dans l'intersection parce que le code de la route l'y autorise, mais aussi parce qu'elle sait que le code de la route l'y autorise, mais aussi parce qu'elle sait que Bernard sait qu'elle sait que le code de la route l'y autorise et qu'elle sait que Bernard sait qu'elle sait que Bernard sait que le code de la route l'y autorise et ainsi de suite. Il y a une conjonction infinie de connaissances.
On dit alors plus simplement qu’Alice s'engagera dans l'intersection parce qu'elle sait qu'elle peut le faire sans danger, parce que la règle de la priorité à droite du code de la route français est une connaissance commune du groupe constitué d'Alice et de Bernard.

## Formalisation en logique épistémique
La logique de la connaissance commune est une extension de la logique épistémique qui formalise cette notion à partir de la définition suivante : on dit qu'il y a connaissance commune (ou savoir commun) de p dans un groupe d'agents G quand tous les agents de G savent p, et tous savent qu'ils savent tous p, et tous savent qu'ils savent tous qu'ils savent tous p, etc.  Soit {\displaystyle G} un groupe d'agents, {\displaystyle \varphi } une proposition et i dans G. On note alors {\displaystyle K_{i}(\varphi )} la proposition : l'agent i sait que {\displaystyle \varphi } est vraie. On dit alors que {\displaystyle \varphi } est une connaissance partagée du groupe {\displaystyle G} si tout agent de G connaît {\displaystyle \varphi }, autrement dit si :
{\displaystyle \forall i\in G,K_{i}(\varphi )}.
On peut alors définir une nouvelle proposition {\displaystyle E_{G}(\varphi )} qui signifie : {\displaystyle \varphi } est une connaissance partagée dans le groupe G. On peut écrire :
{\displaystyle E_{G}(\varphi )=\bigwedge _{i\in G}K_{i}(\varphi )} (où {\displaystyle \,\wedge } est la conjonction). Donc {\displaystyle E_{G}(\varphi )} peut se lire {\displaystyle \,\varphi } est un fait connu de tout le groupe G, ou le groupe G sait que {\displaystyle \,\varphi }.
La connaissance partagée peut s'itérer ainsi {\displaystyle E_{G}^{3}(\varphi )} signifie le groupe G sait que le groupe G sait que le groupe G sait que {\displaystyle \,\varphi }, tandis que {\displaystyle E_{G}^{k}(\varphi )} signifie le groupe G sait que [répété k fois] la proposition {\displaystyle \,\varphi } est vraie.
La connaissance commune serait alors {\displaystyle C_{G}(\varphi )=\bigwedge _{k=0}^{\infty }E_{G}^{k}(\varphi )} qui est une conjonction infinie et que l'on ne peut donc pas écrire. On montre que l'opérateur de connaissance commune n'est pas exprimable en logique épistémique classique.

## Théorème d'impossibilité
La connaissance commune d'une propriété est impossible dans un système distribué (si les communications sont asynchrones et peut-être non fiables (voir Problème des deux généraux)).

## Sources
- J-J Ch. Meyer and W van der Hoek Epistemic Logic for Computer Science and Artificial Intelligence, volume 41, Cambridge Tracts in Theoretical Computer Science, Cambridge University Press, 1995.  (ISBN 0-52146-014-X)

- R. Fagin, J. Y. Halpern, Y. Moses, and M. Y. Vardi. Reasoning about Knowledge, The MIT Press, 1995.  (ISBN 0-26256-200-6)